# Euxoa obscura
Euxoa obscura är en fjärilsart som beskrevs av Otto Staudinger 1871. Euxoa obscura ingår i släktet Euxoa och familjen nattflyn. Inga underarter finns listade i Catalogue of Life.